# سباستيان غالان
سباستيان غالان (بالإسبانية: Sebastián Galán)‏ هو لاعب كرة قدم أوروغواياني، ولد في 26 يناير 1984. لعب مع بنيارول.

## وصلات خارجية
- سباستيان غالان على موقع قاعدة بيانات كرة القدم.إي يو (الإنجليزية)
- سباستيان غالان على موقع Soccerway.com (الإنجليزية)